# Dipartimento di Lac Wey
Il dipartimento di Lac Wey è un dipartimento del Ciad facente parte della provincia del Logone Occidentale. Il capoluogo è Moundou.

## Comuni
Il dipartimento comprende i seguenti comuni:
- Bah
- Deli
- Dodinda
- Mbalkabra
- Mballa Banyo
- Moundou
- Ngondong